# Cuisine bressane
Pour les articles homonymes, voir Bresse.
La cuisine bressane est une cuisine traditionnelle de produits de la Bresse (ancienne province française de Bourgogne-Franche-Comté et de l'Ain, composée des Bresse savoyarde, Bresse bourguignonne, et Bresse jurassienne et Pays dolois), avec une spécialité de volaille et des produits de la Dombes).

## Description
La cuisine bressane est composée des produits de Bresse (Bresse savoyarde, Bresse bourguignonne, et Bresse jurassienne et Pays dolois) et à cheval sur les gastronomie dans l'Ain, cuisine lyonnaise, cuisine bourguignonne, et cuisine franc-comtoise, avec entre autres :

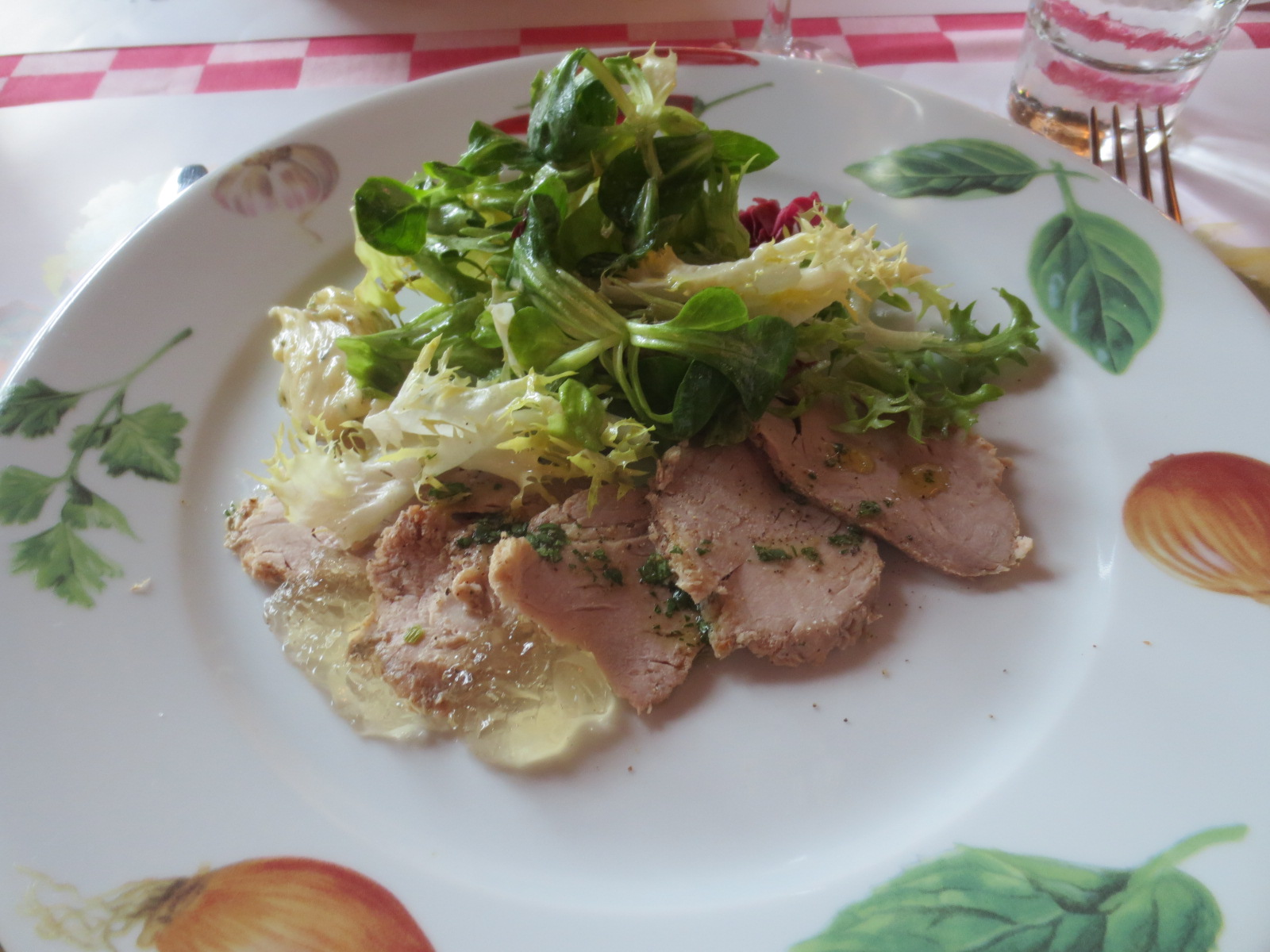
Salade bressane de volaille[2],[3].
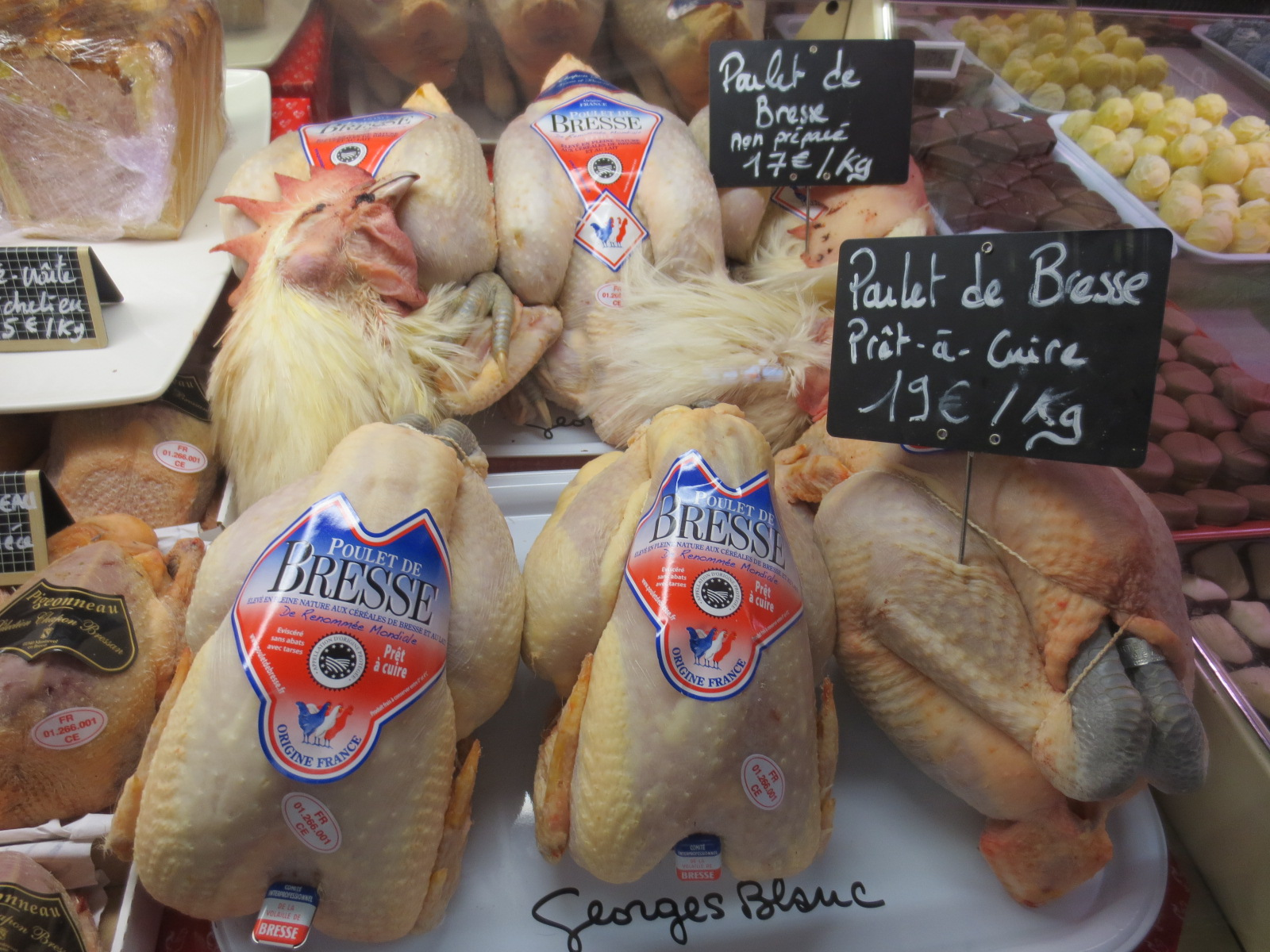
Poulet de Bresse.
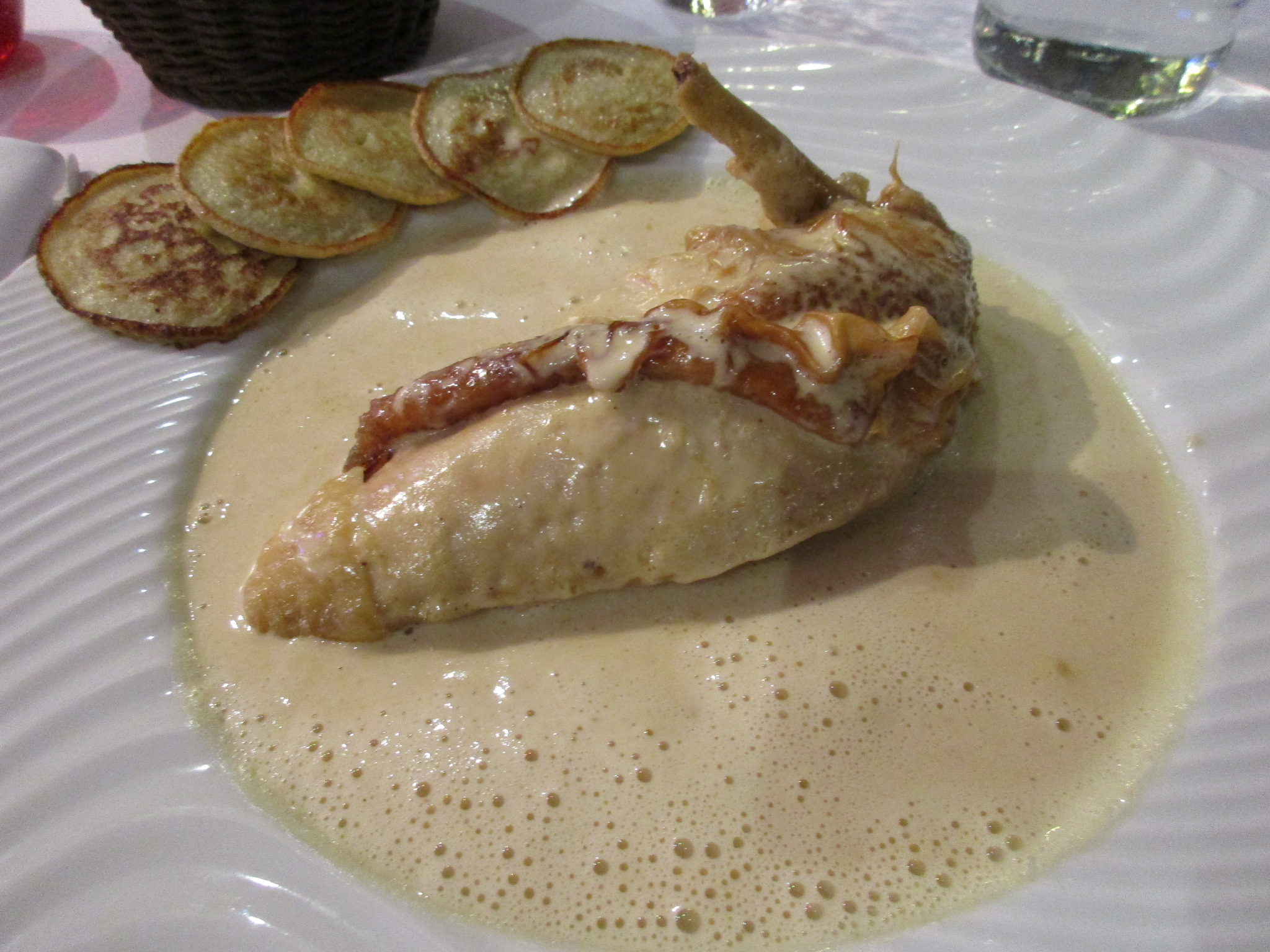
Poulet de Bresse à la crème, et crêpe vonnassienne, selon la Mère Blanc.
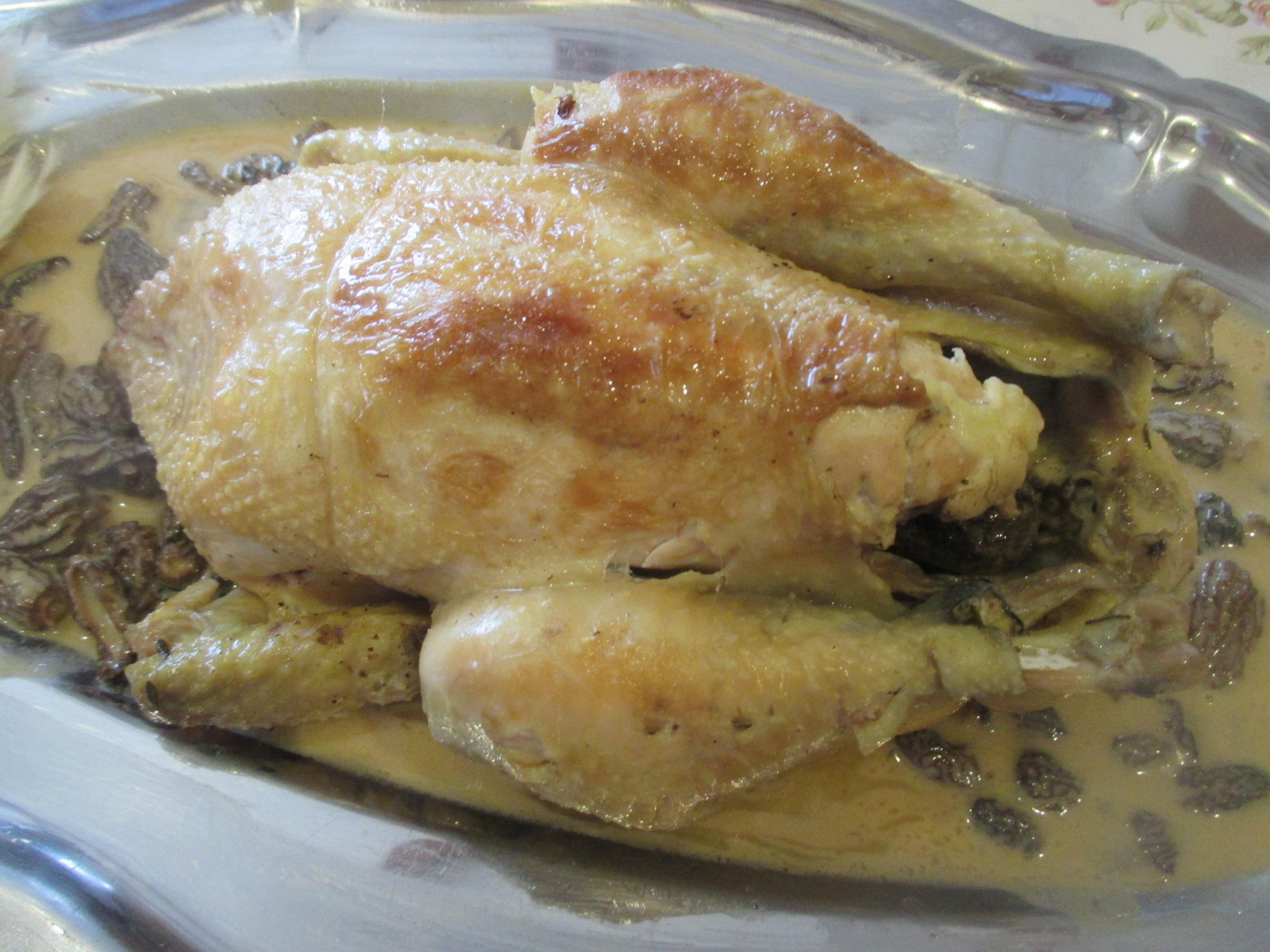
Poularde aux morilles.

- élevage : volailles bressane (poule de Bresse AOC, poularde, poularde aux morilles, bréchets de poulets, poulet à la comtoise, fondue bressane[réf. nécessaire], chapon, coq, coq au vin jaune, pigeon, oie, dinde, pintade, pâté de foie de volaille, crème et beurre de Bresse AOC, œuf) ;

- agriculture et maraîchage : maïs, galette bressane, gaudes, crêpe vonnassienne, gaufre, bugne, topinambour, blette, cardon ;

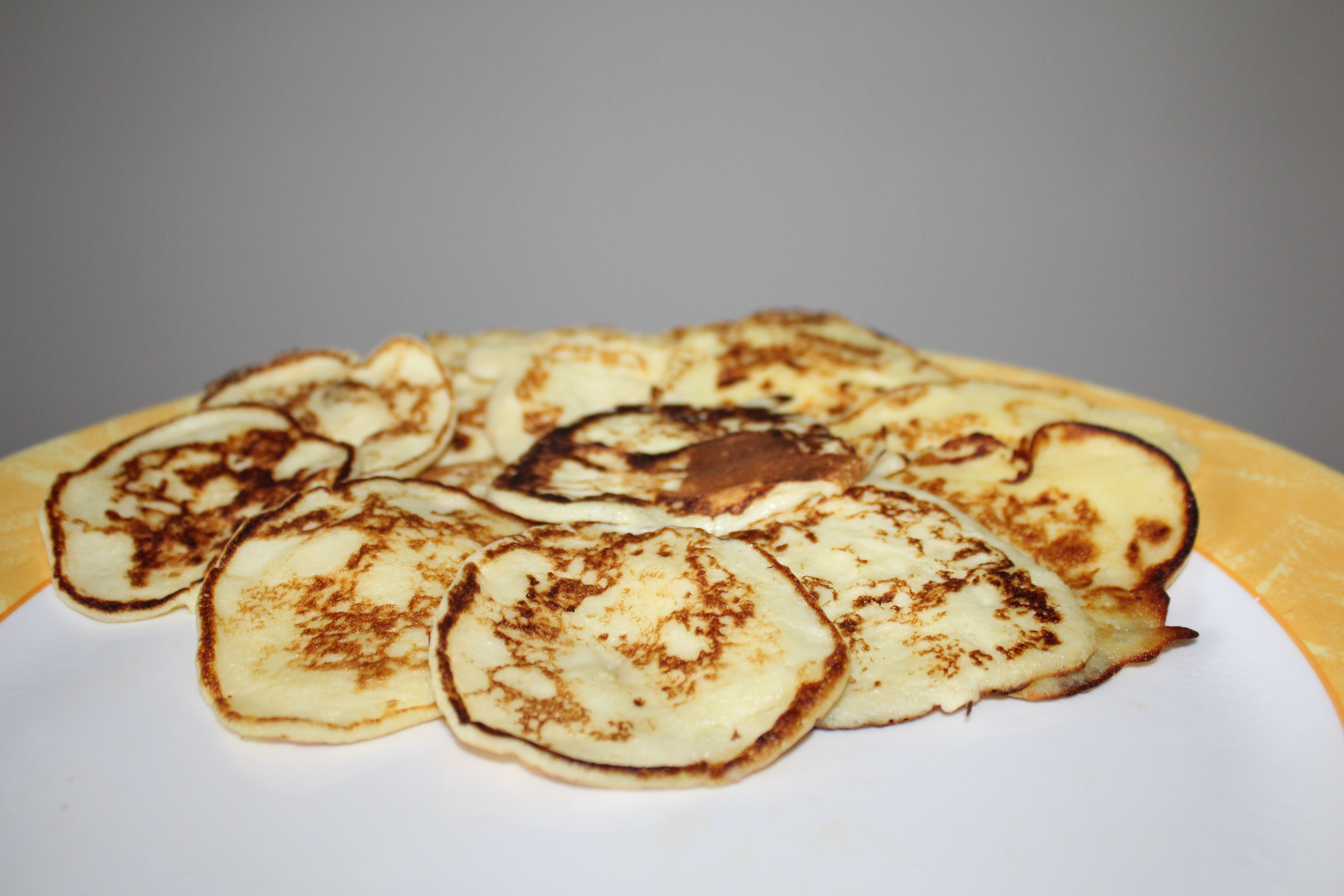
Crêpe vonnassienne.
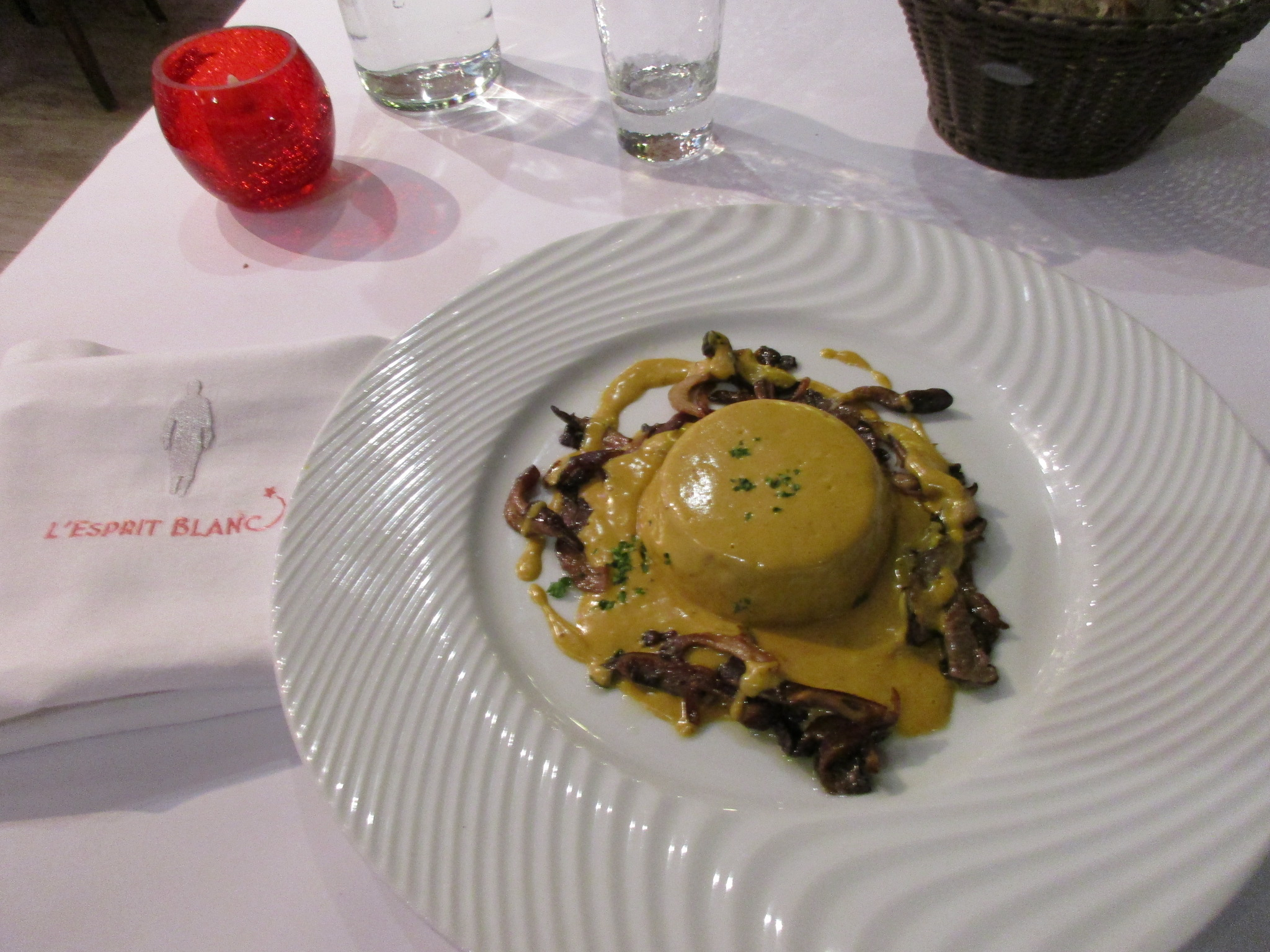
Pâté de foie de volaille, champignons et vin jaune, de Georges Blanc.
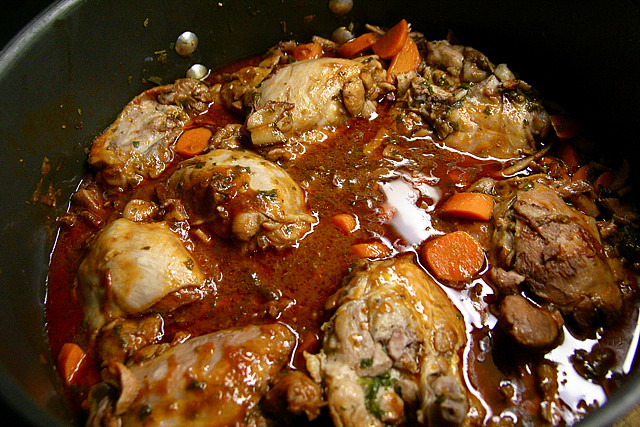
Coq au vin.
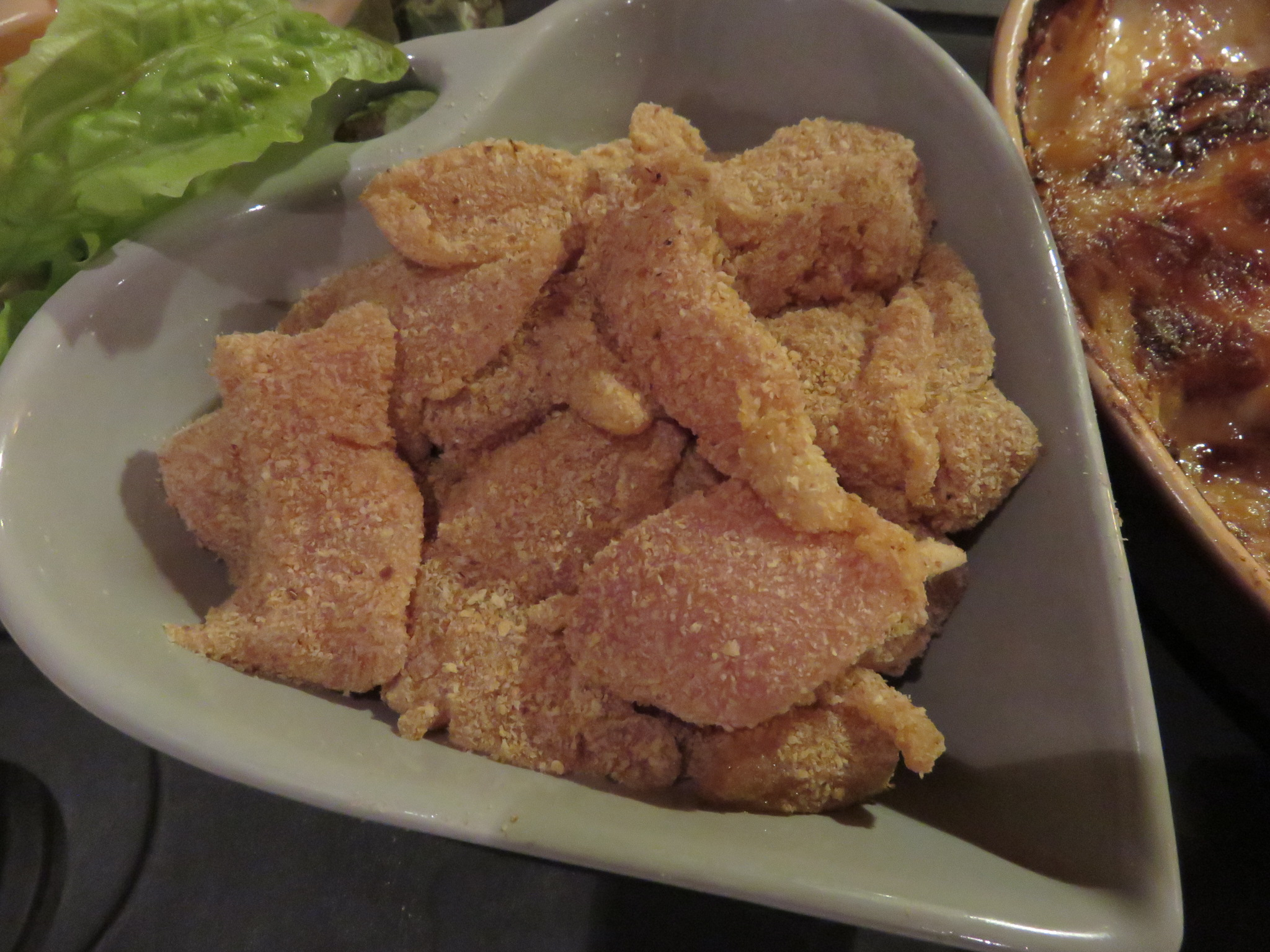
Fondue bressane.[réf. nécessaire]
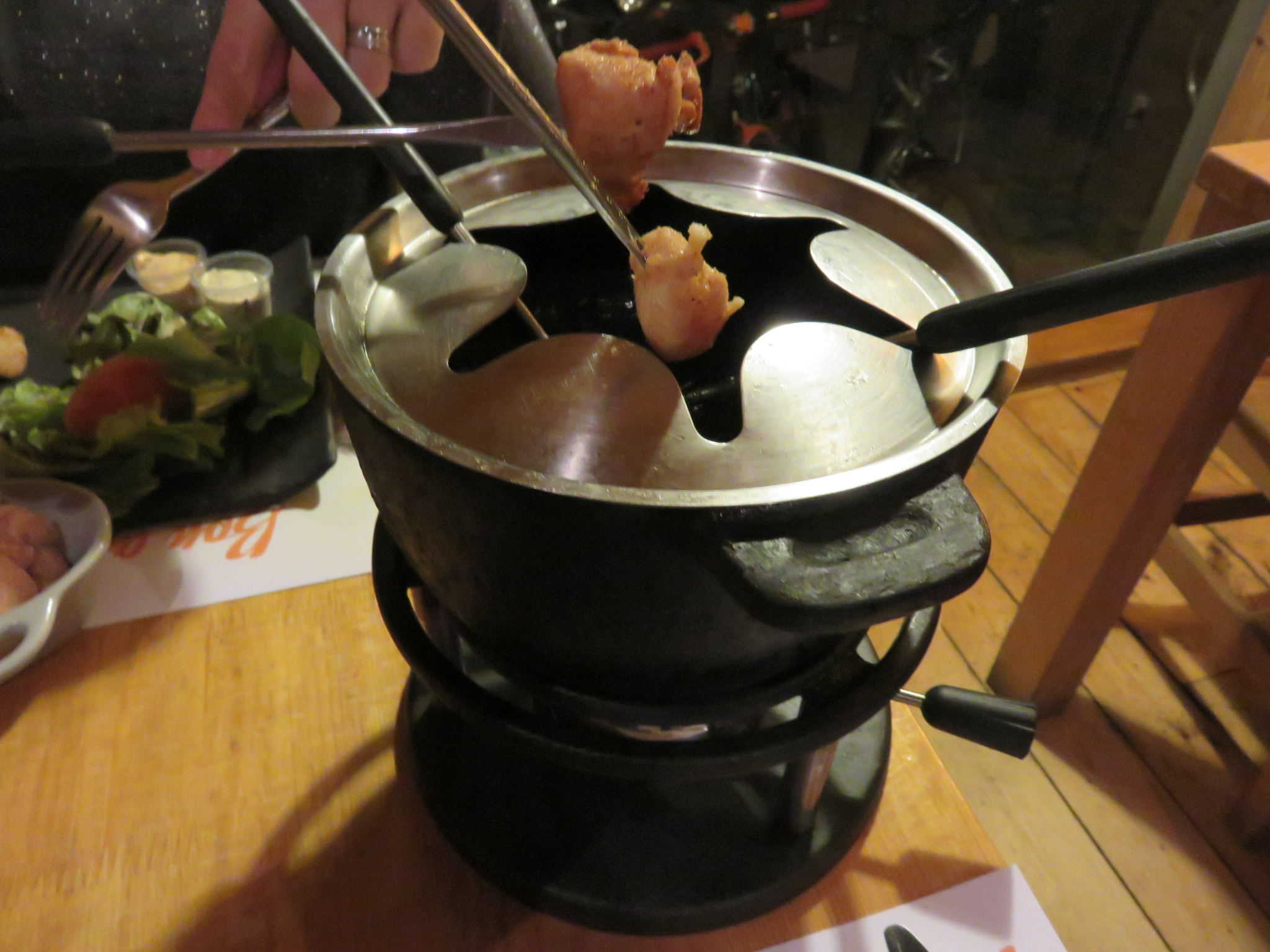
Fondue bressane.[réf. nécessaire]

- pêche et élevage de la région des étangs de la Dombes : canard, truite, perche, brochet, carpe, anguille, sandre, pôchouse, cuisses de grenouilles, écrevisses, escargots ;

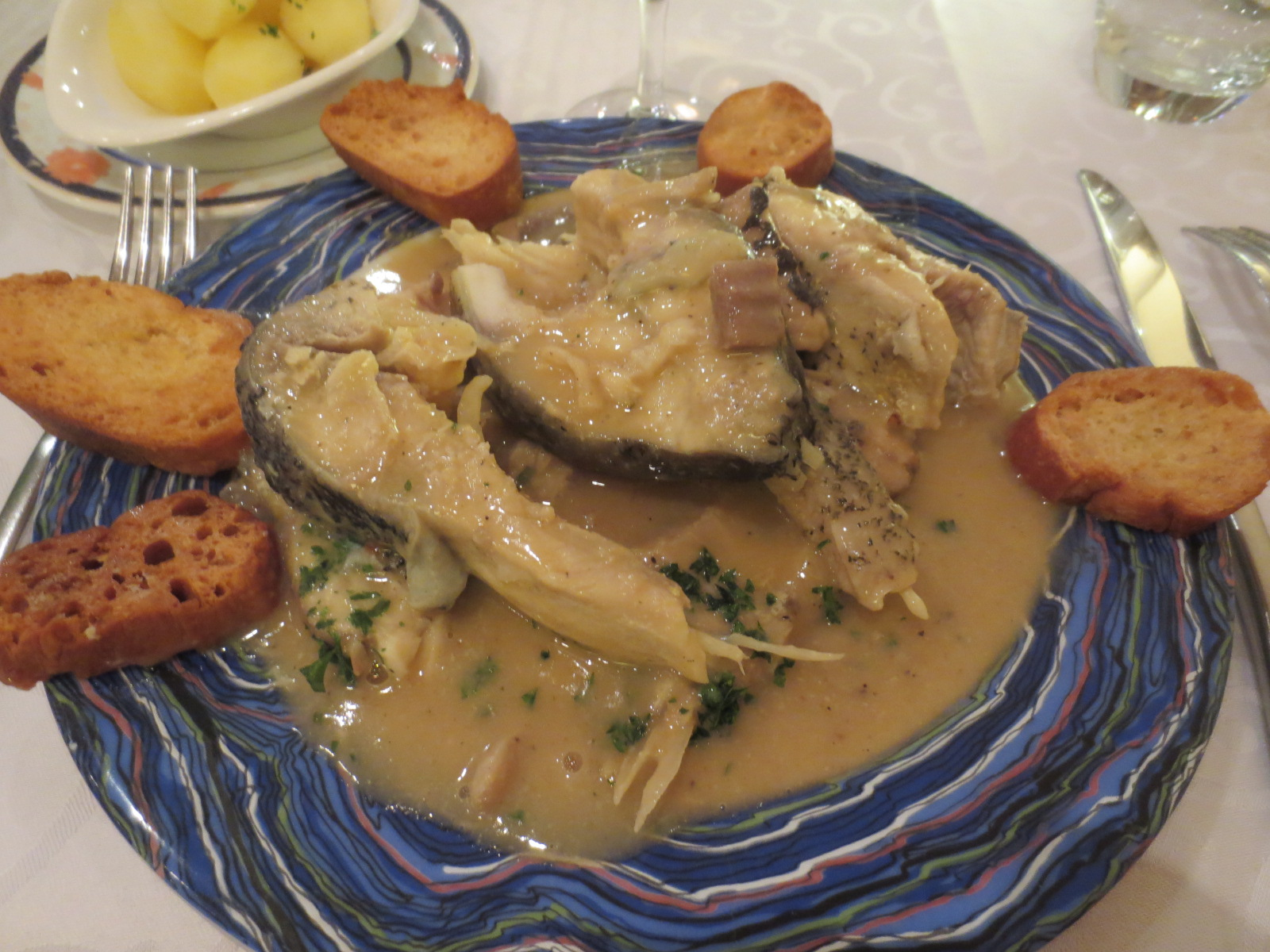
Pôchouse.
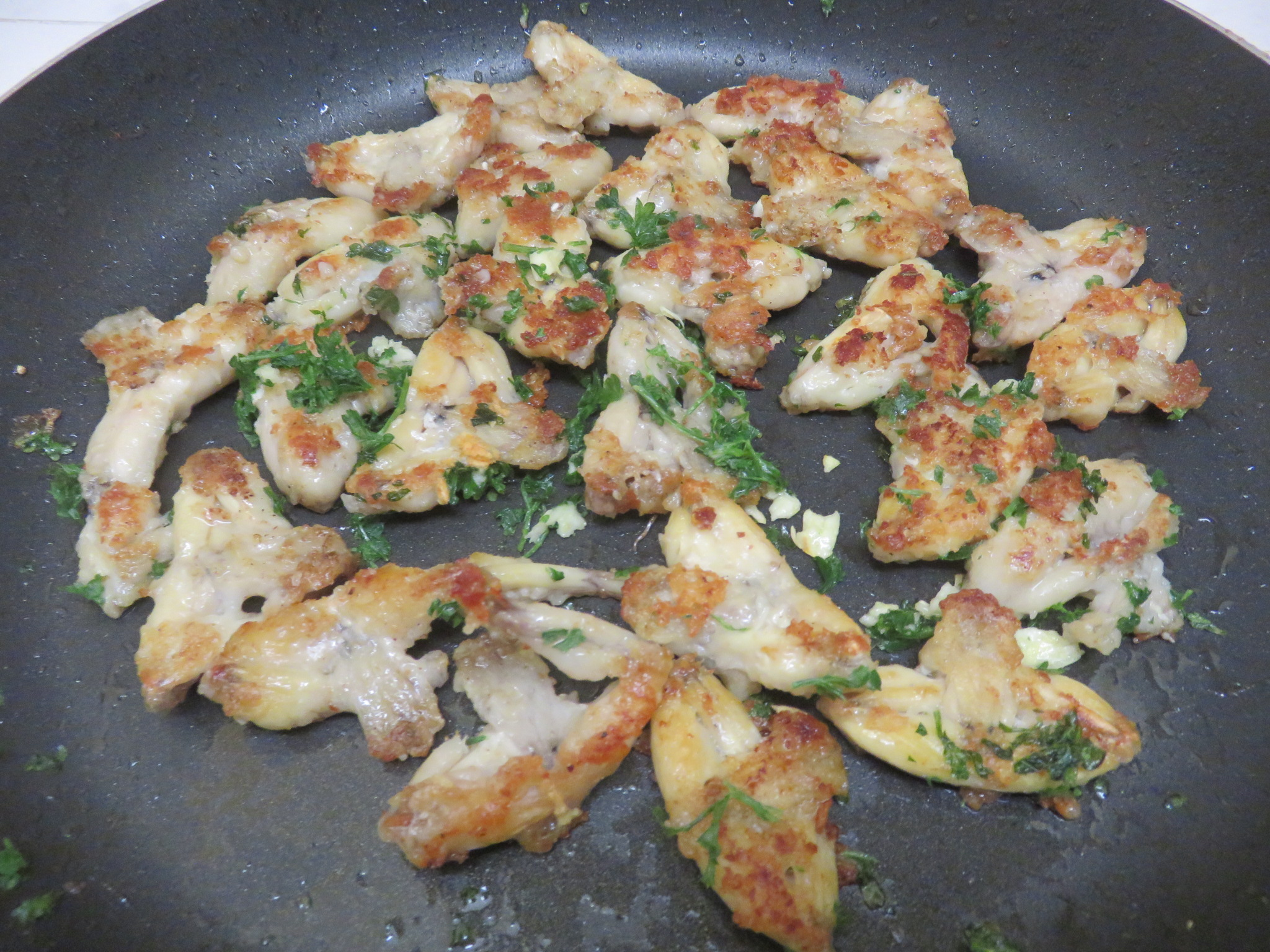
Cuisses de grenouille de la Dombes.
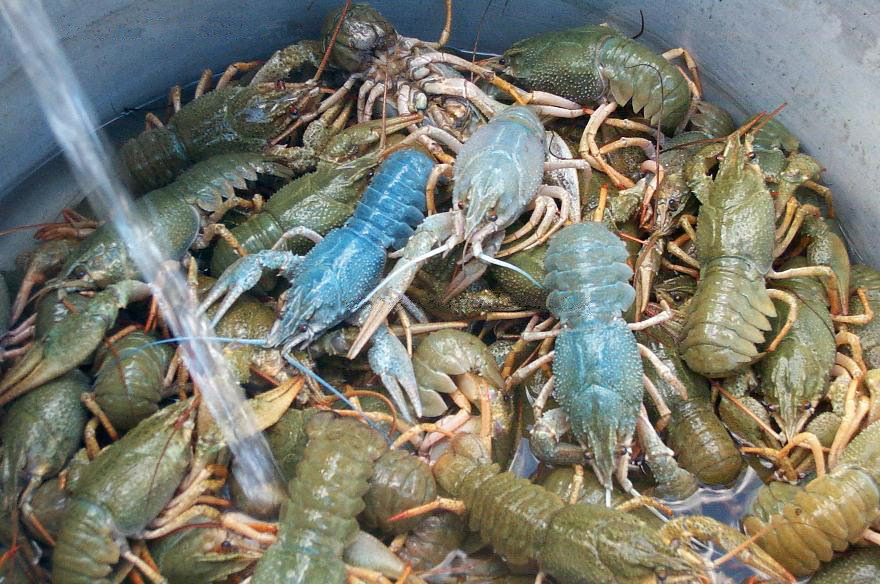
Écrevisses de la Dombes.
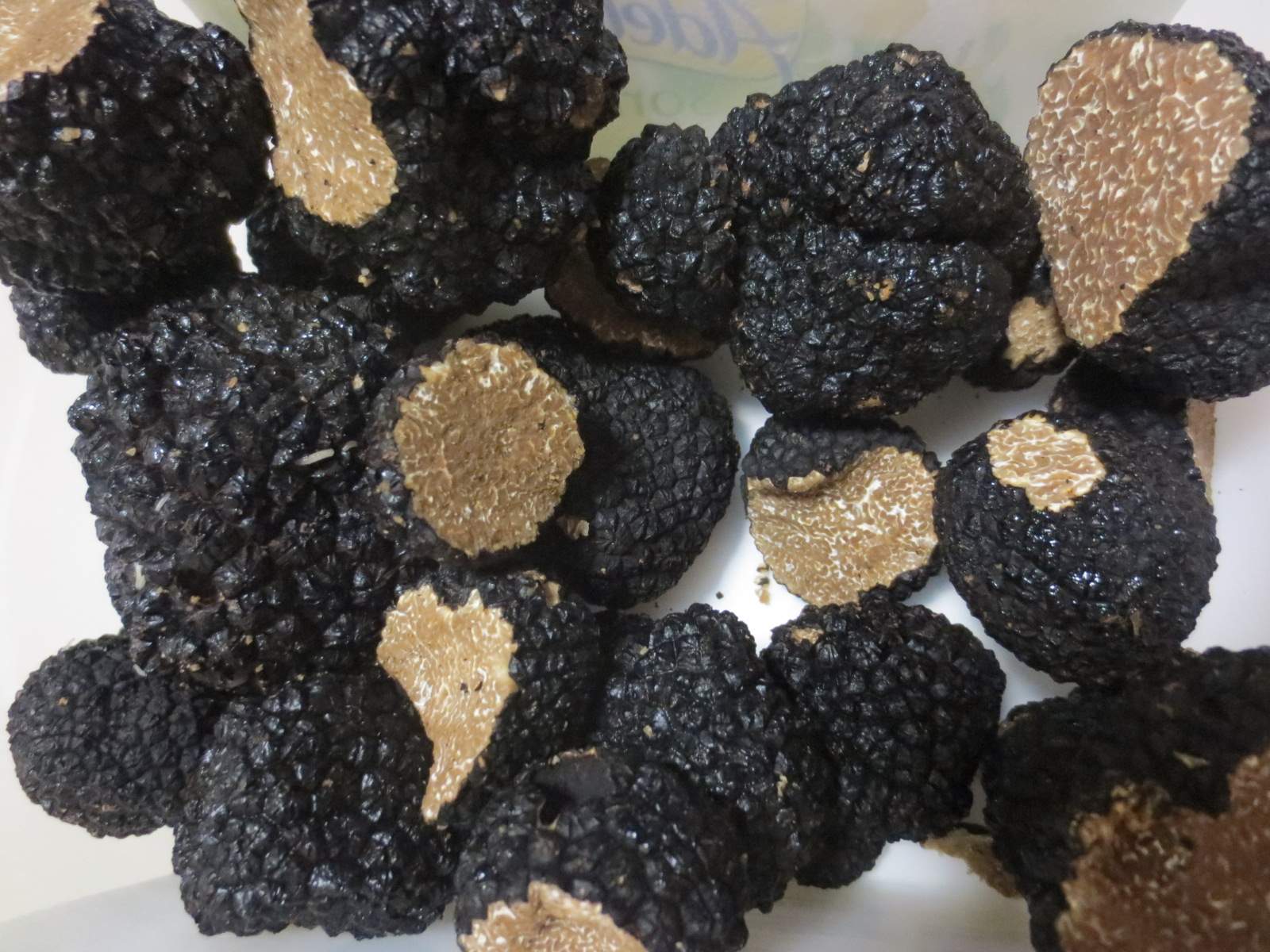
Truffes de Bourgogne (Tuber uncinatum).
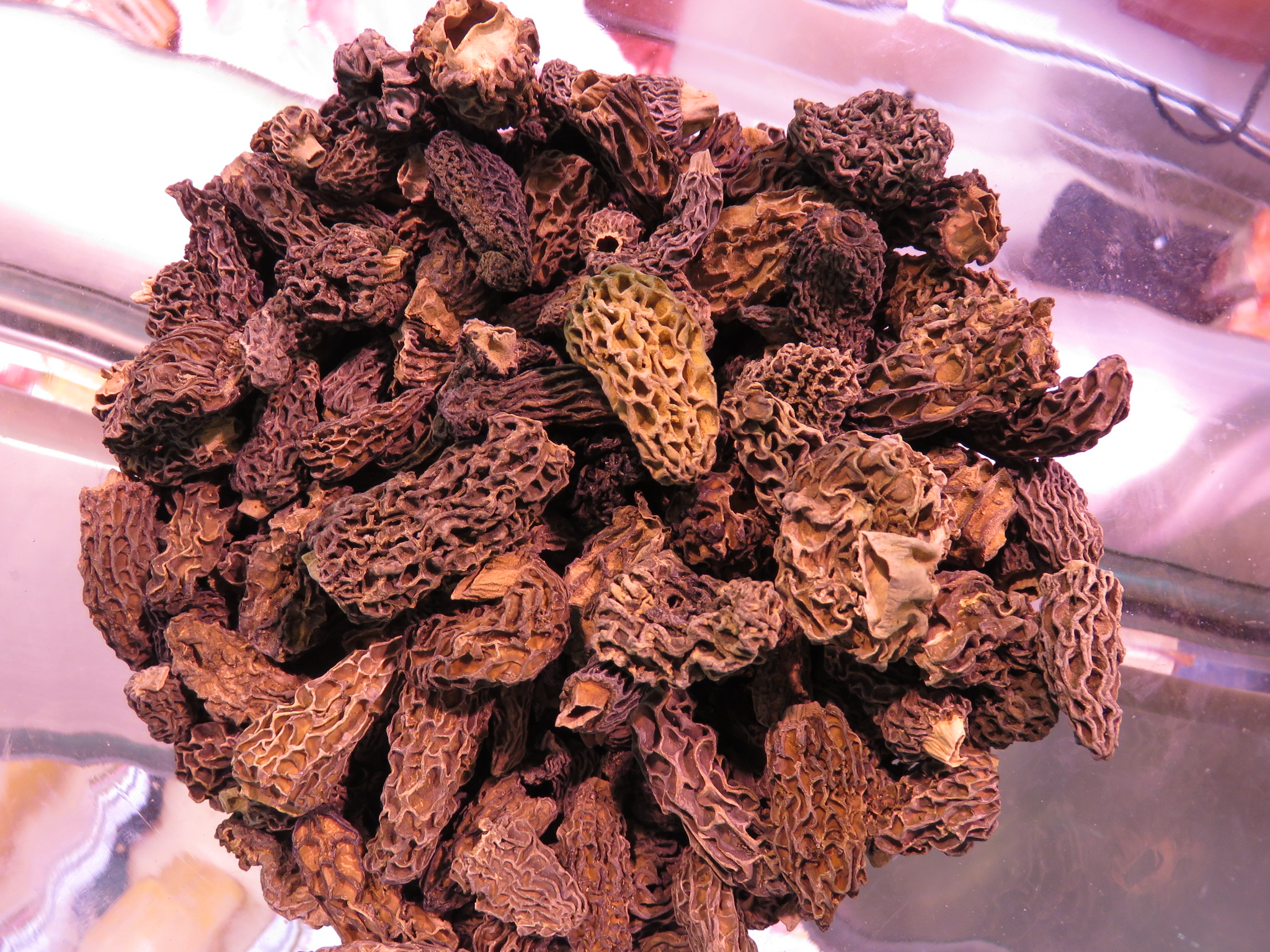
Morilles.

- champignons, morille et truffe de Bourgogne ;
- pays de Gex et ses torrents : truite, bleu de Gex ;
- lapin à la bressane[4], andouillette, bœuf, veau, tête de veau ;
- fromages et desserts : morbier, comté, bleu de Bresse, bleu de Gex, pourri bressan, paria (confiture) ;

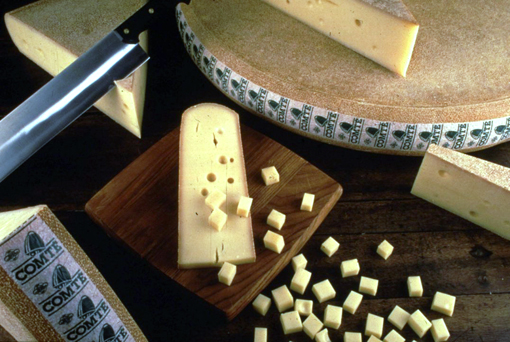
Comté (fromage).
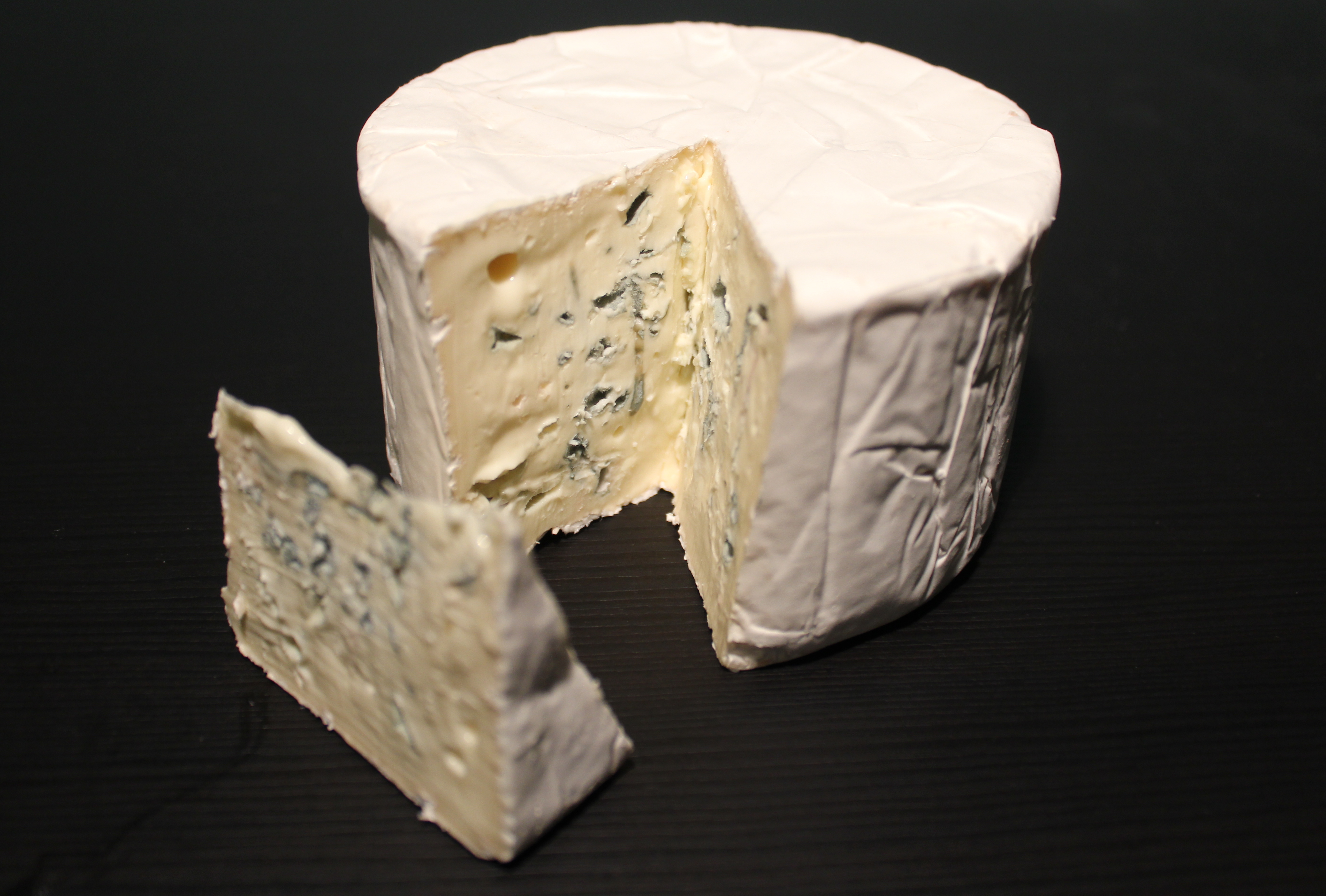
Bresse Bleu.
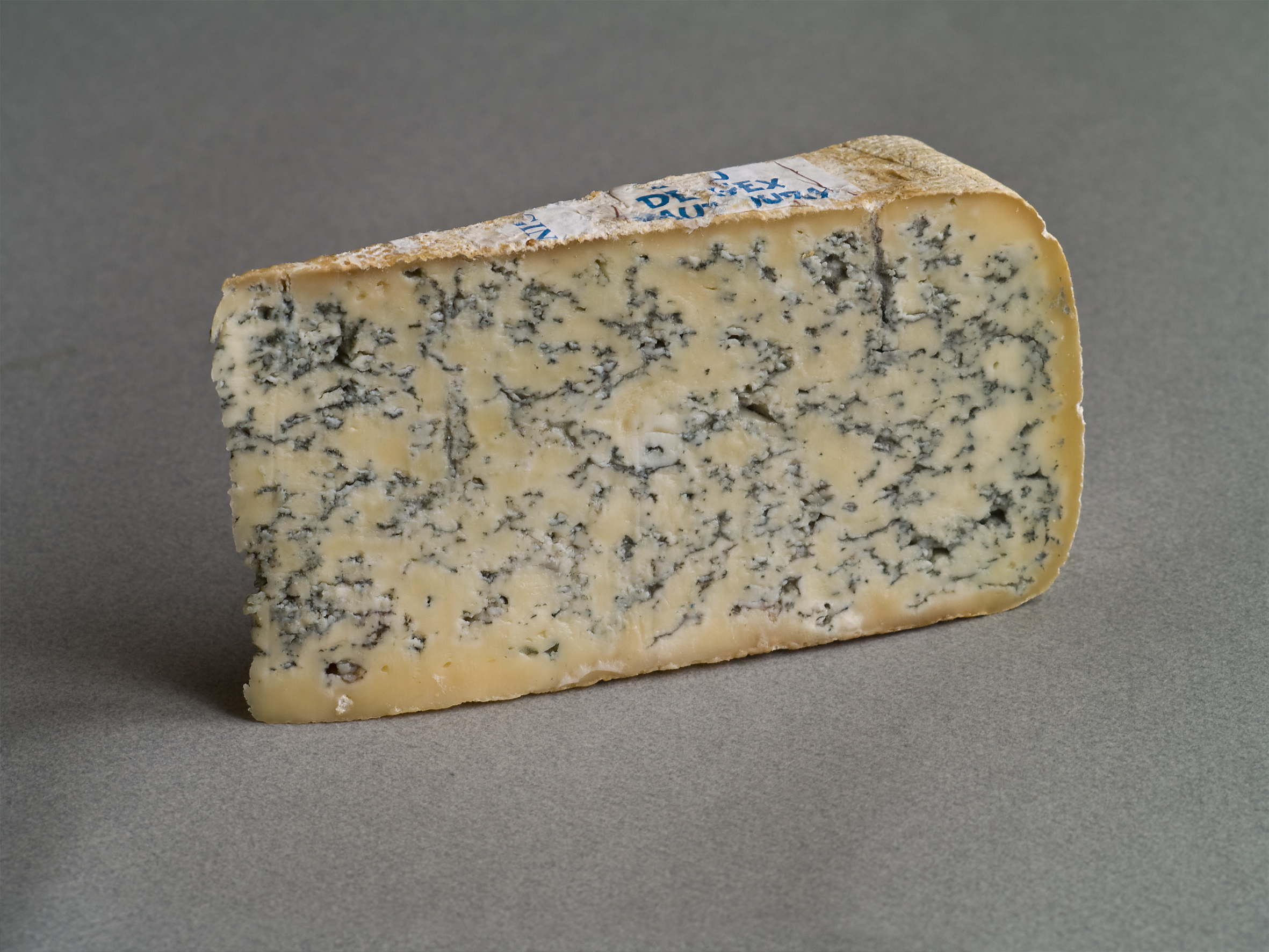
Bleu de Gex.
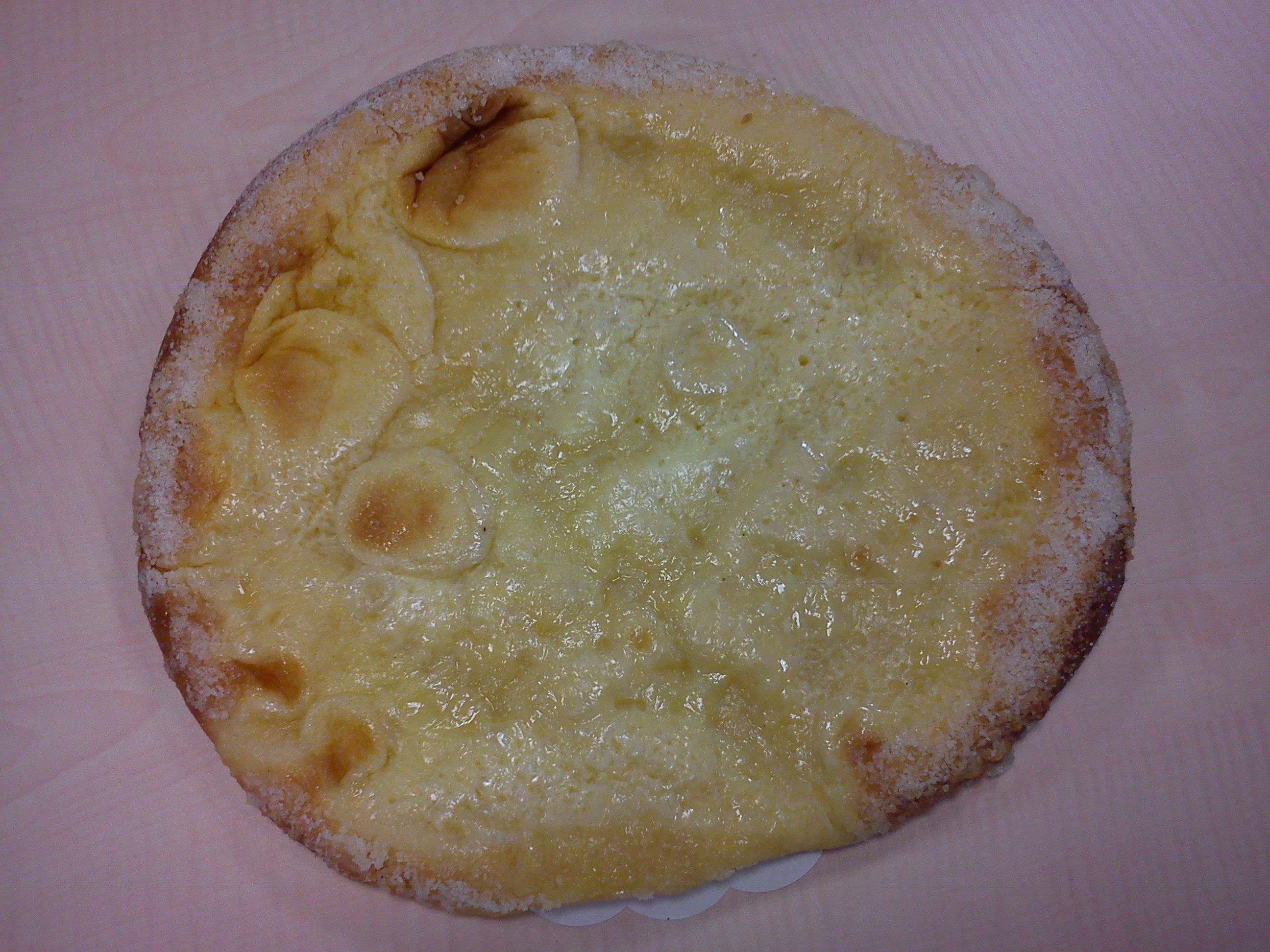
Galette bressane.
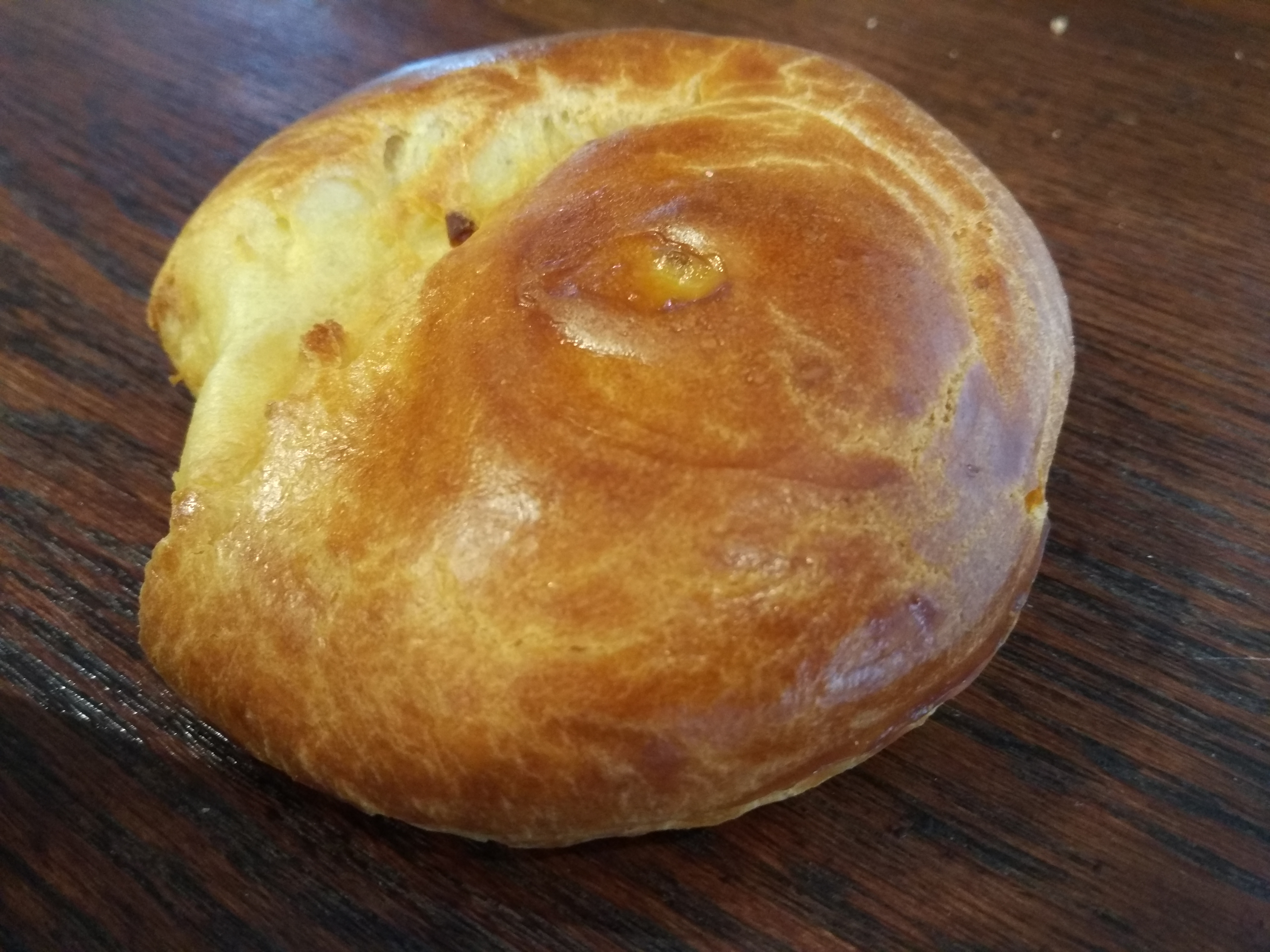
Corniotte.
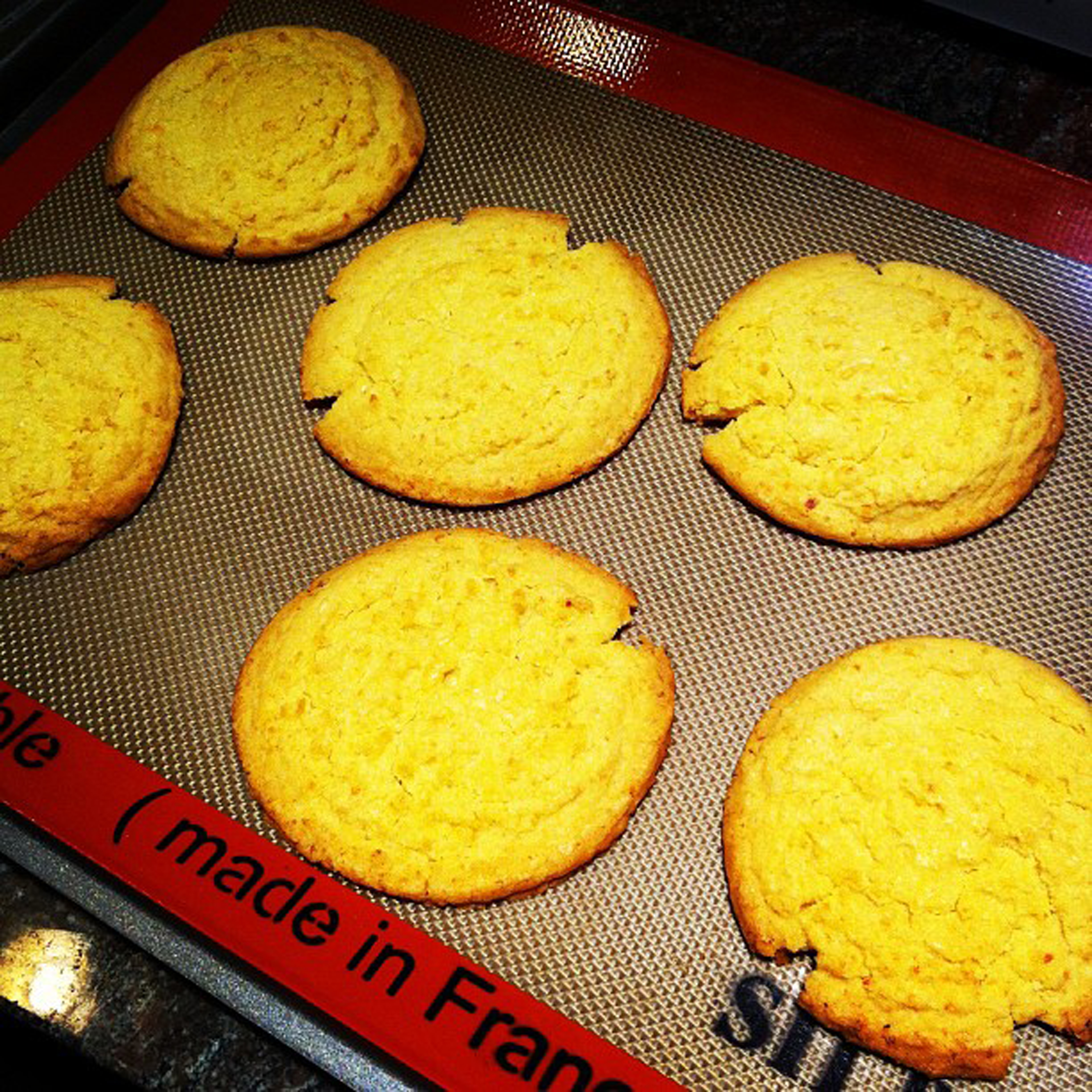
Gaudes.

- vignoble du Bugey, Coteaux-de-l'Ain, Vignoble du Jura.

## Lieux et événements
- Ferme bressane
- Marché de Louhans
- Glorieuses de Bresse (concours agricole de sélection de poule de Bresse)

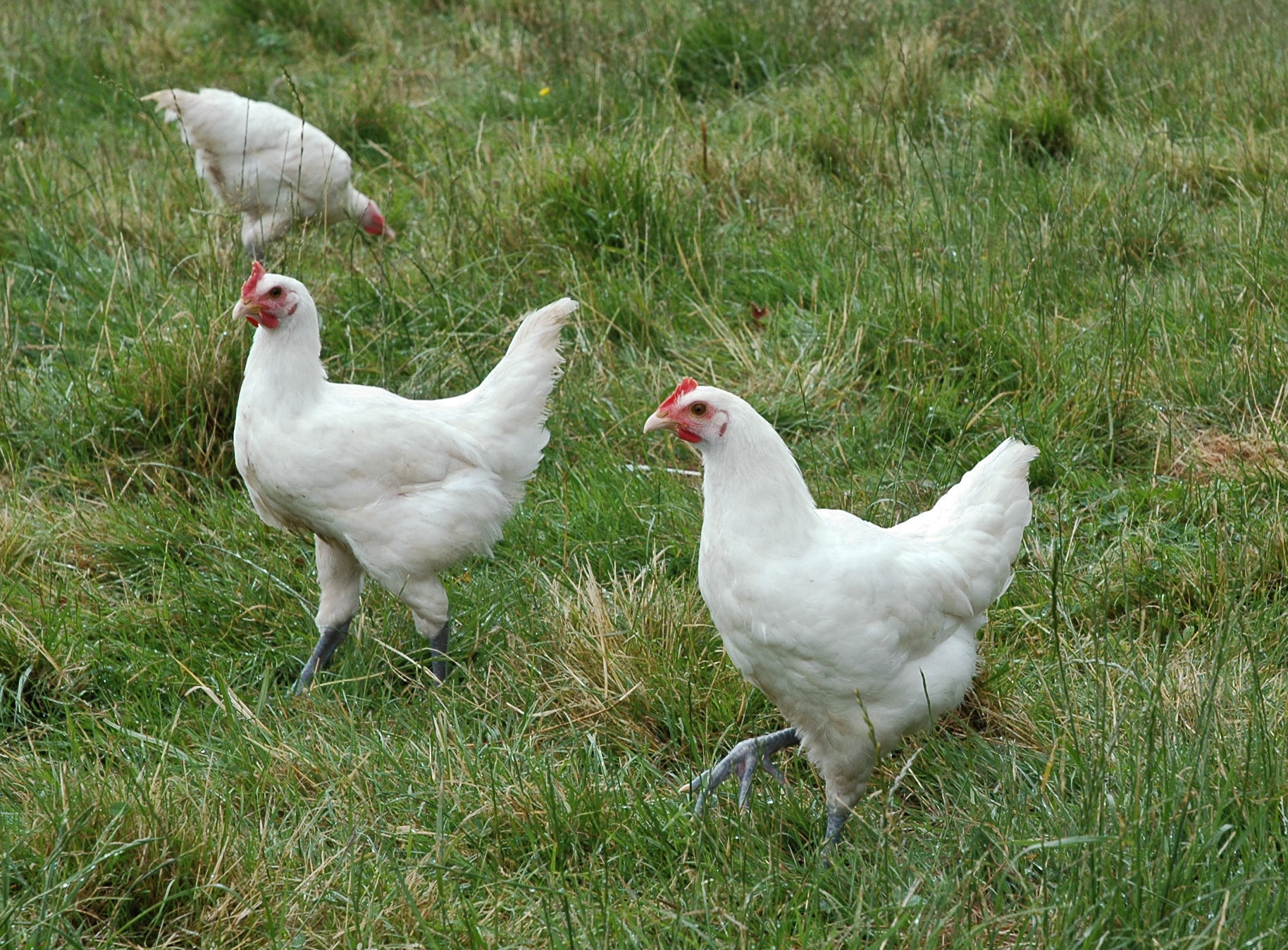
Poule de Bresse AOC.
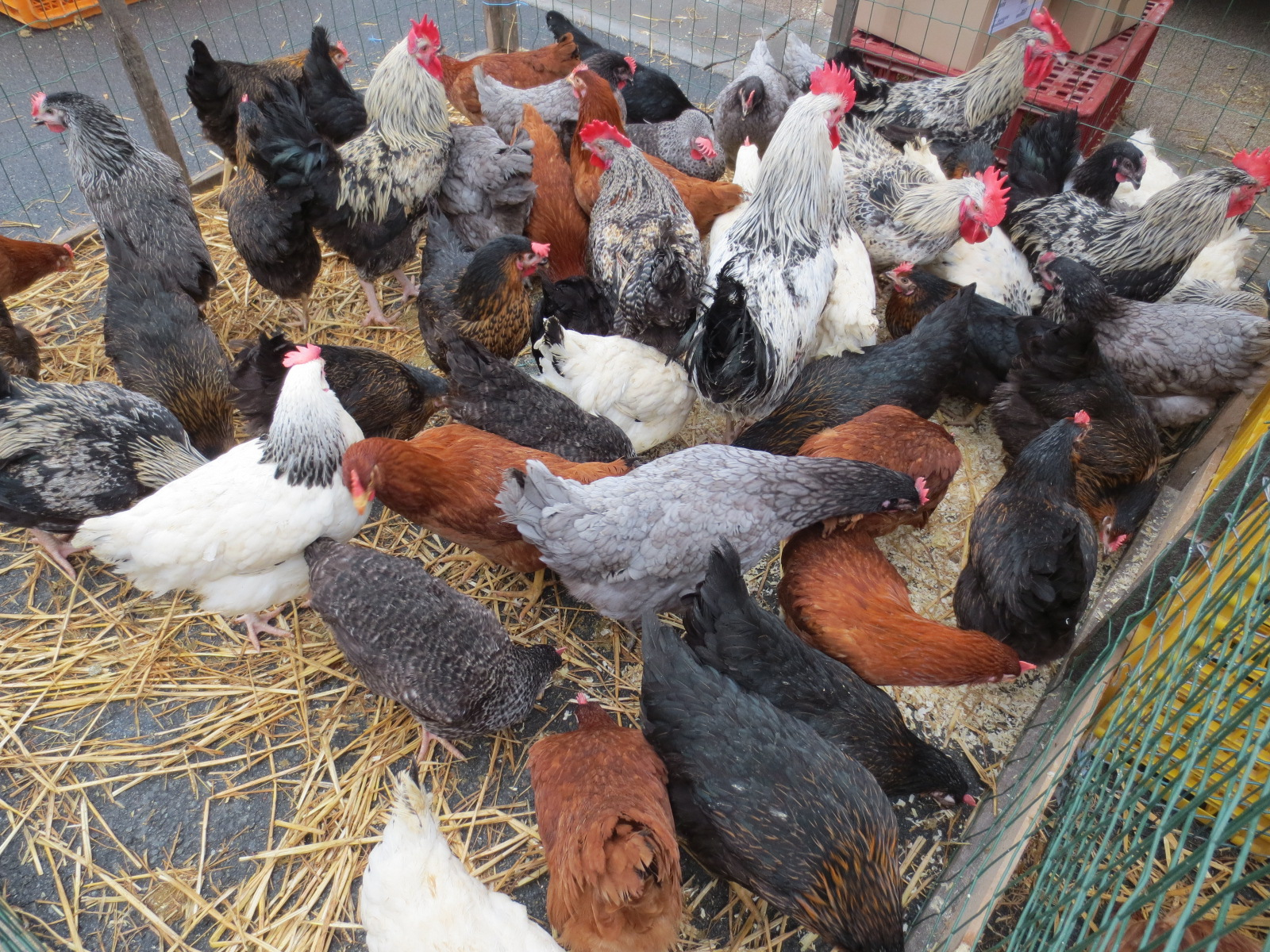
Volailles de Bresse, du marché de Louhans.
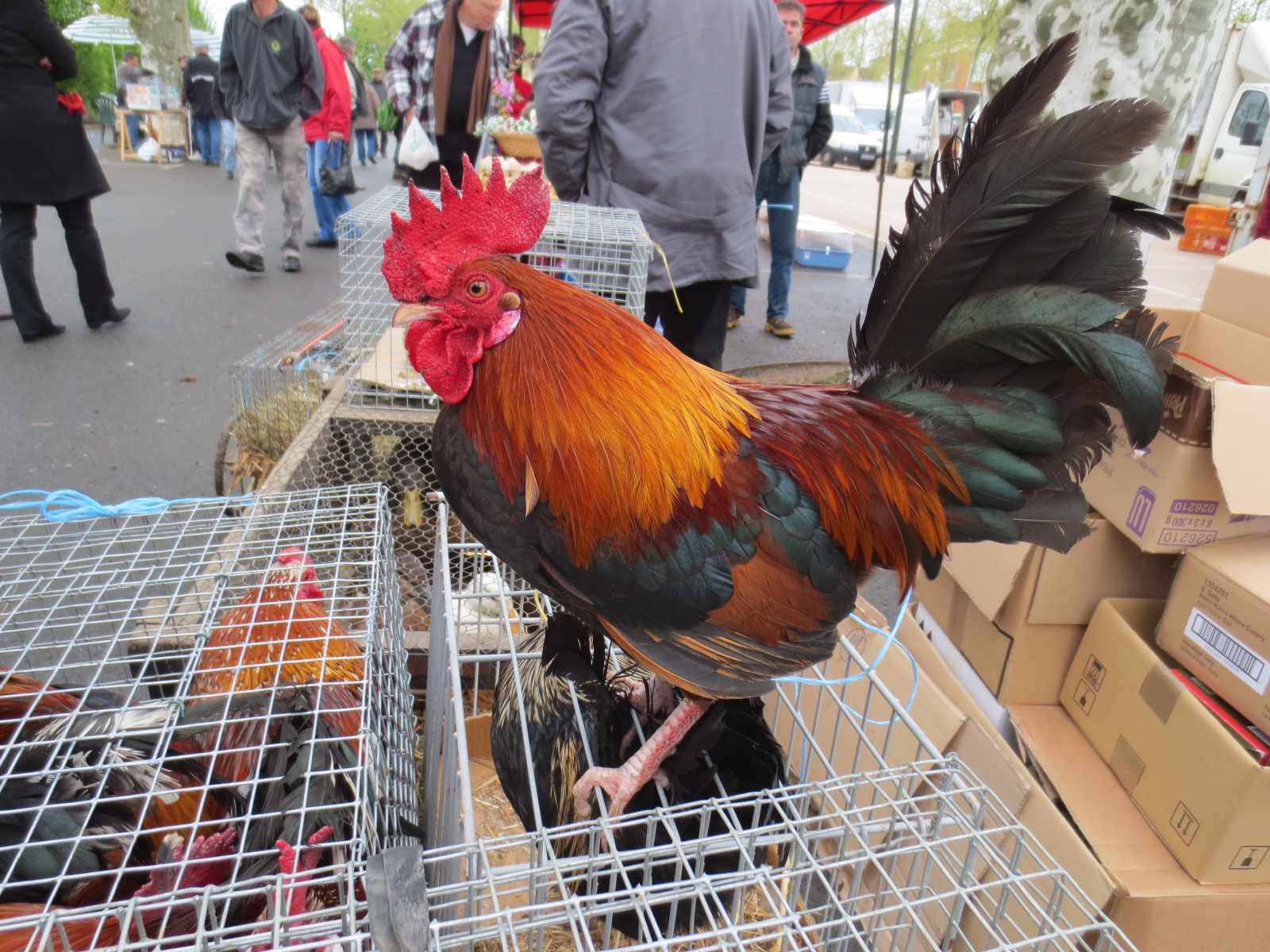
Coq bressan, du marché de Louhans.
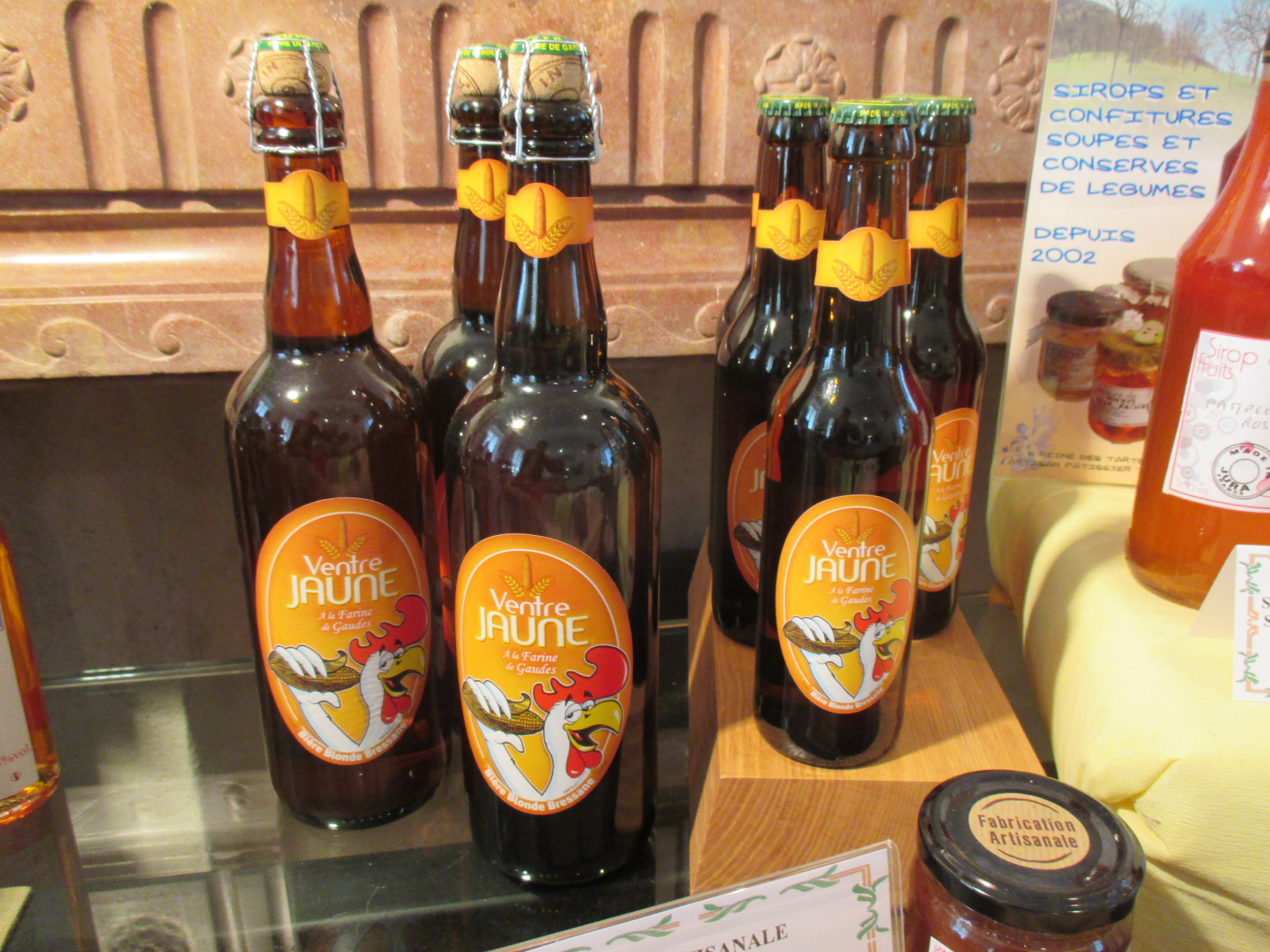
Bière Ventre Jaune, de l'Écomusée de la Bresse bourguignonne.
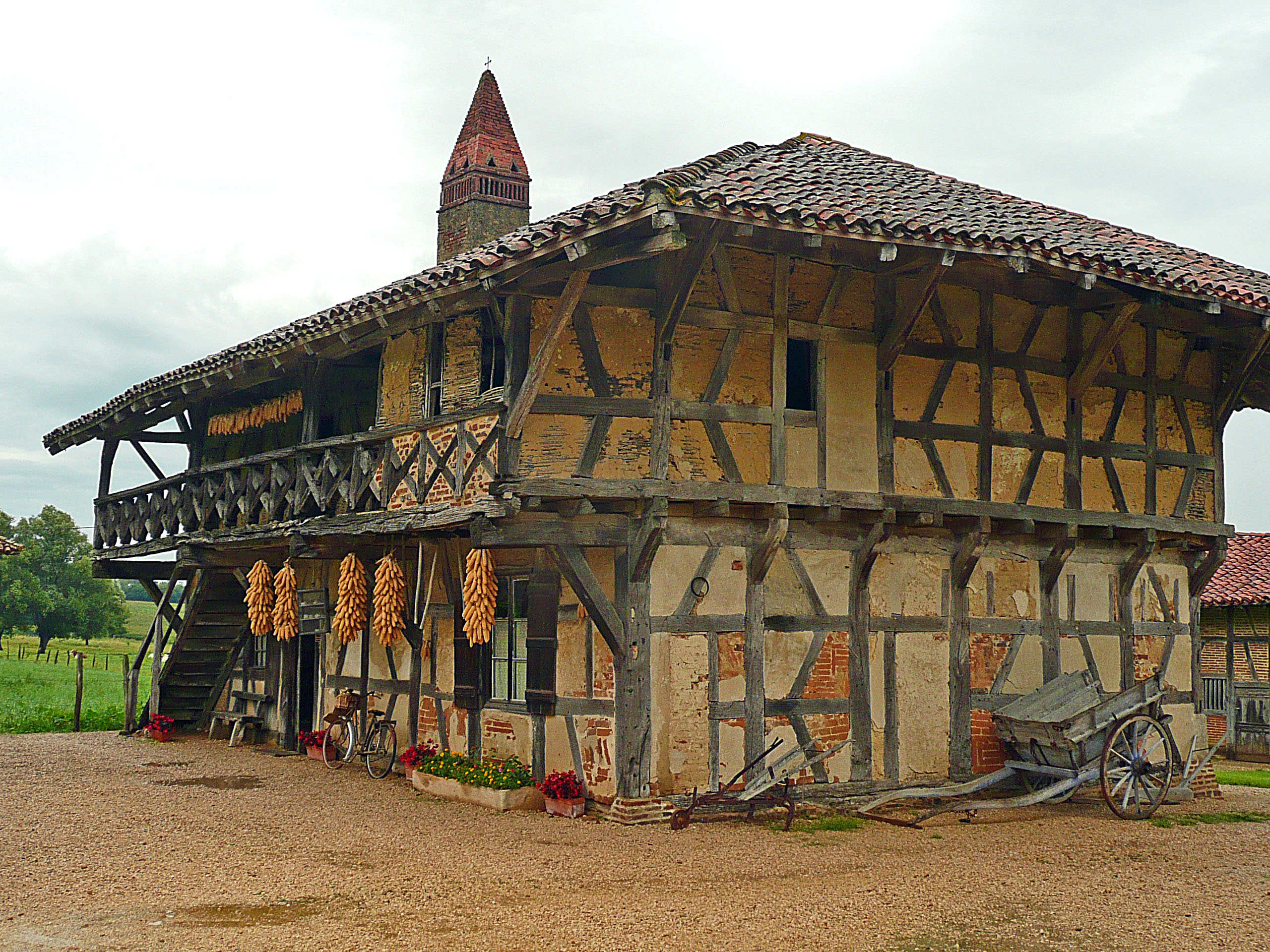
Musée Ferme de la Forêt (ferme bressane).
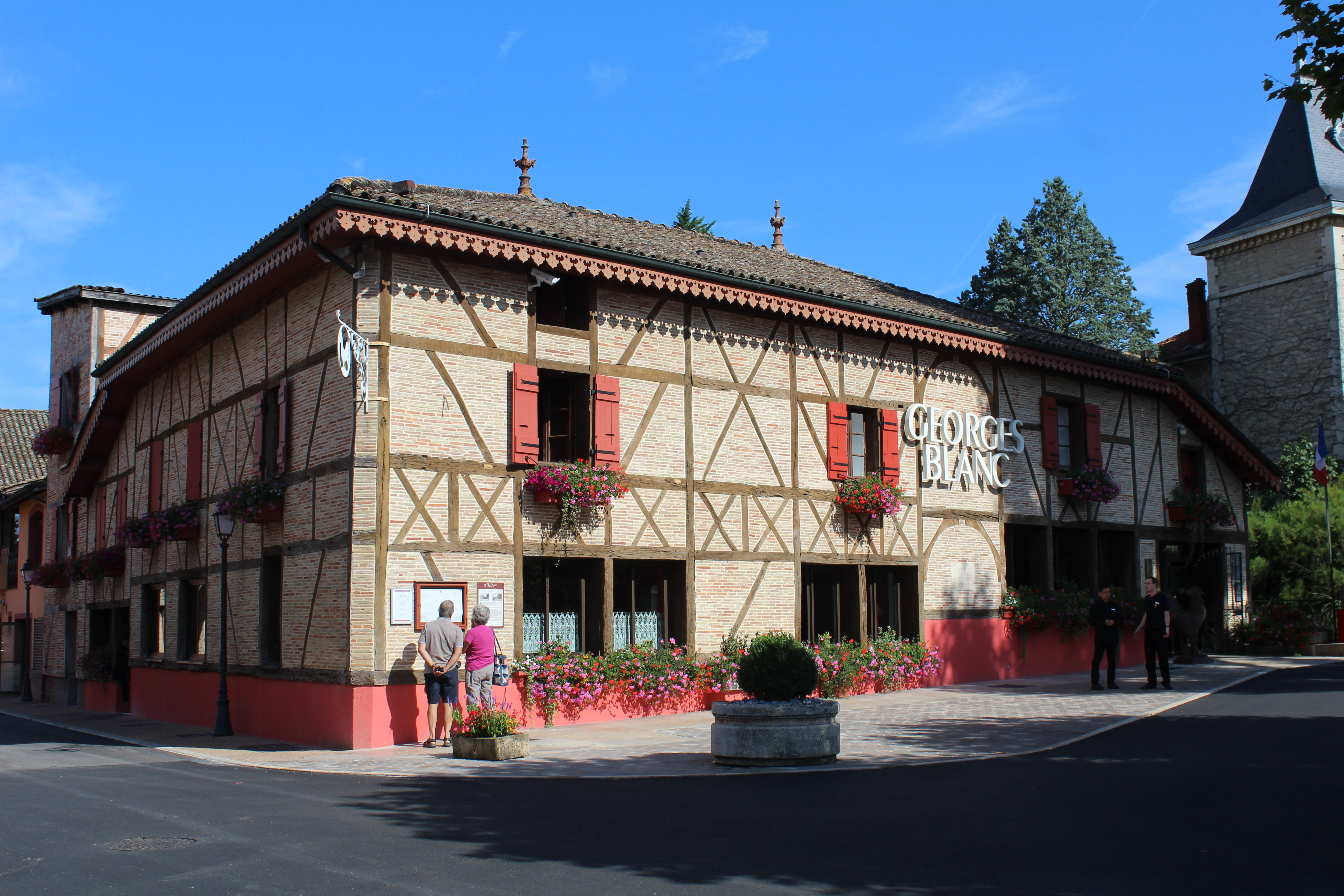
Restaurant Georges Blanc de Vonnas, 3 étoiles au Guide Michelin.

## Personnalités culinaires bressanes
- Jean Anthelme Brillat-Savarin (1755-1826) né à Belley dans le Bugey, gastronome et un auteur culinaire.
- Fernand Point (1897-1955), né à Louhans, chef cuisinier de La Pyramide de Vienne, trois étoiles au Guide Michelin de 1933 à 1955.
- Marie Bourgeois (la Mère (restauration) Bourgeois, née à Villette-sur-Ain) chef cuisinier, trois étoiles au Guide Michelin, de 1933 à 1937.
- Eugénie Brazier (la mère Brazier, 1895-1977) née à La Tranclière (Ain) chef cuisinier, patronne de bouchons lyonnais, deux fois trois étoiles au Guide Michelin.
- Élisa Blanc (la Mère Blanc, 1883-1949) 2 étoiles au Guide Michelin, à Vonnas, « meilleure cuisinière du monde » par le critique gastronomique Curnonsky.
- Georges Blanc (1943) 3 étoiles au Guide Michelin, à Vonnas, petit-fils de la précédente.
- Alain Chapel (1937-1990) chef cuisinier à Mionnay dans la Dombes, trois étoiles au Guide Michelin.

## Citation
- « Dans les pays de l'Ain, les rites de la bonne chère ont été élevés à la dignité d'une véritable religion. » Curnonsky (critique gastronomique, 1872-1956)